# Batalha de Heliópolis (640)

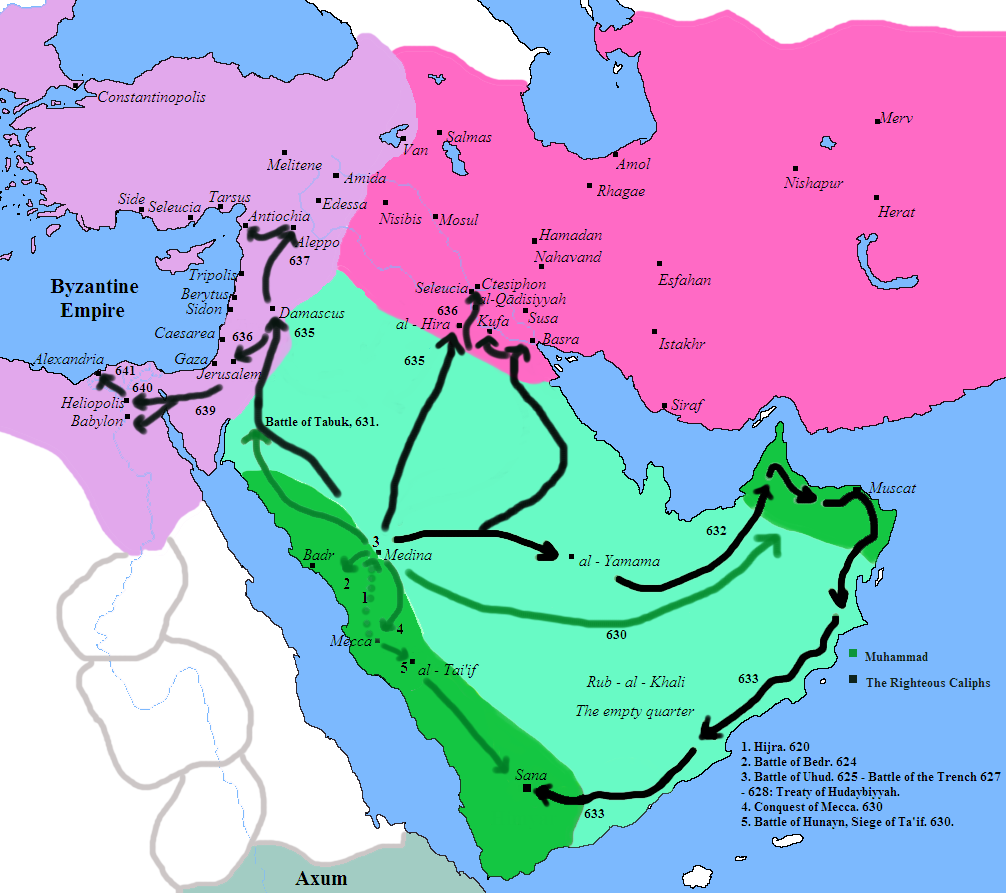
Conquistas do Profeta Maomé e do Califado Rashidun, 630-641

A Batalha de Heliópolis foi uma batalha decisiva entre as tropas árabes sob o comando de Anre ibne Alas e o Império Romano do Oriente durante a conquista muçulmana do Egito. Como resultado dessa derrota dos romanos ou bizantinos, os árabes conseguiram colocar todo o Egito sob seu controle permanente. Como a maioria dos eventos desses anos, a data exata da batalha é controversa; provavelmente ocorreu em julho de 640 ou 641.

## Antecedentes
O ataque árabe à África pegou os romanos orientais de surpresa; aparentemente, o imperador Heráclio assumiu que os exércitos árabes seriam sobrecarregados pela luta contra o Império Sassânida. No entanto, em 639 ou 640, uma pequena força muçulmana de cerca de quatro mil homens marchou em direção ao Egito. Quando este exército conquistou algumas cidades como Pelúsio, Bilbeis e Babilônia e estava cruzando o Nilo em direção a Faium, encontrou um exército romano oriental de no máximo 20 mil homens em Heliópolis. As tropas imperiais tinham acampado perto da cidade e, por razões ainda não esclarecidas, esperaram antes de atacar o exército de Anre ibne Alas, que entretanto tinha crescido para 15 mil homens graças aos reforços.

## A batalha
Depois que os romanos/bizantinos abriram a batalha, Anre ibne Alas dividiu suas forças em três. Um destacamento de cavalaria sob o comando de seu comandante de confiança, Carjia, se escondeu atrás das colinas próximas e também não foi localizado pelos bizantinos. Este destacamento deveria atacar o lado mais fraco dos bizantinos, seja pelo flanco ou pela retaguarda. Outro destacamento de cavalaria foi enviado para o sul para perseguir qualquer tropa que caísse mais rapidamente. Anre ibne Alas marchou com sua força principal diretamente sobre o ataque dos romanos orientais. Depois que as fileiras de ambos os exércitos se encontraram no campo de batalha, Carjia e seus cavaleiros atacaram os bizantinos em sua retaguarda. Surpreendidos pelo súbito aparecimento da cavalaria inimiga, a ordem de batalha do exército imperial foi desordenada e muitas das unidades em fuga foram recebidas pelas tropas de Anre ibne Alas estacionadas ao sul. O comandante romano oriental Teodoro conseguiu escapar com alguns seguidores.

## Consequências
Após a derrota, o coração do Egito ficou indefeso à mercê dos árabes. A maioria da população do Egito pertencia ao monofisismo e era crítica do monotelismo, que foi definido como o novo dogma pelo governo imperial. O Egito, que já havia sido ocupado pelos sassânidas por anos, só voltou ao controle imperial em 630/31; a lealdade a Constantinopla era, portanto, fraca. Mais importante ainda, os novos governantes reduziram os impostos extremamente altos, embora por um curto período de tempo. Se a maioria da população local acolheu ou mesmo apoiou os conquistadores árabes é muito controverso em pesquisas recentes.
Depois de mais batalhas e escaramuças, os árabes finalmente conseguiram conquistar Alexandria e, assim, todo o Egito em 641. Com a vitória em Alexandria, a autocracia romana sobre o Mediterrâneo também acabou. No entanto, a perda do rico Egito, o celeiro do Império Romano do Oriente, e a supremacia naval foram precedidas pela derrota decisiva em Heliópolis.